# Miltitz (Nebelschütz)

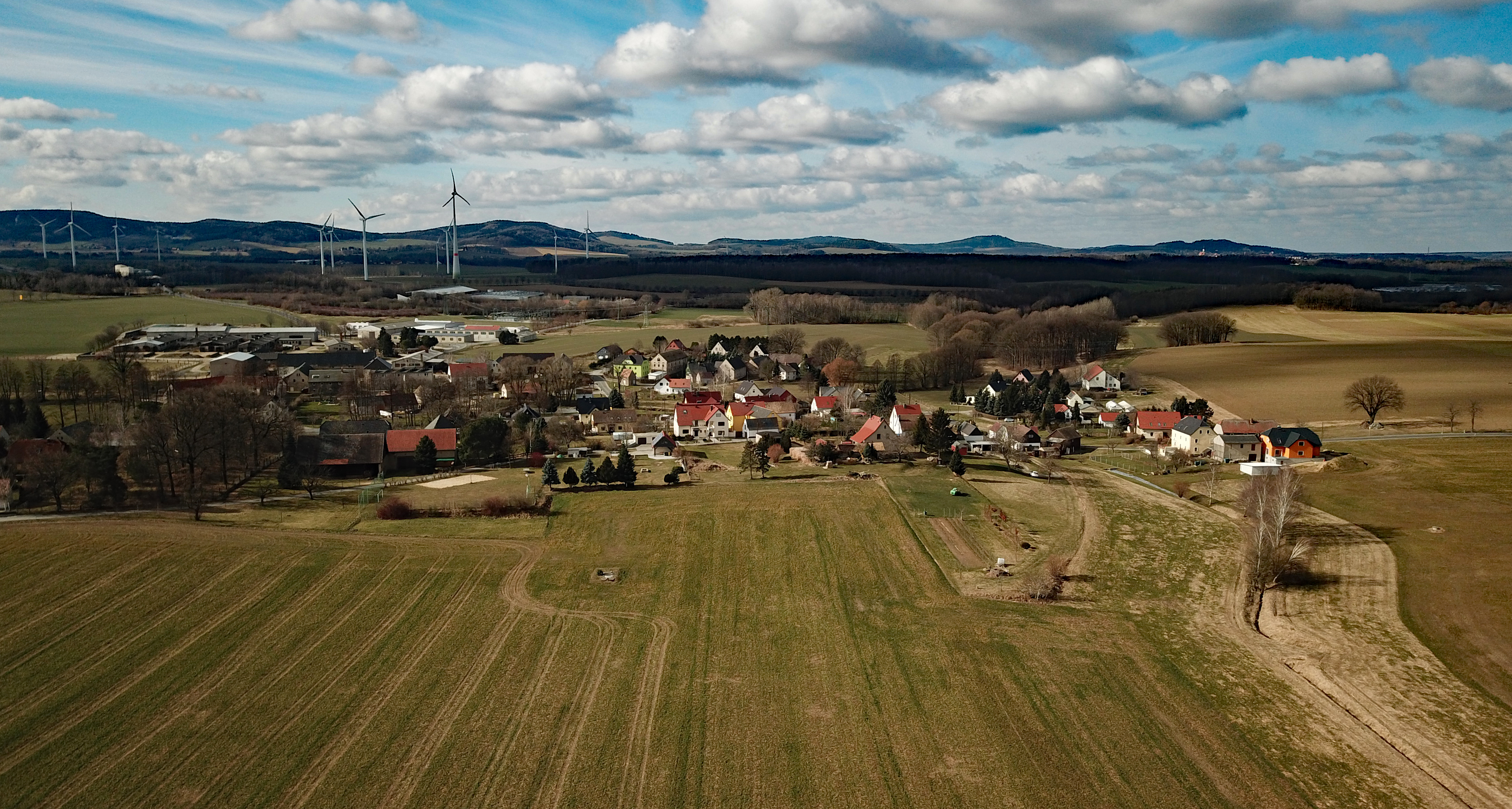
Luftbild

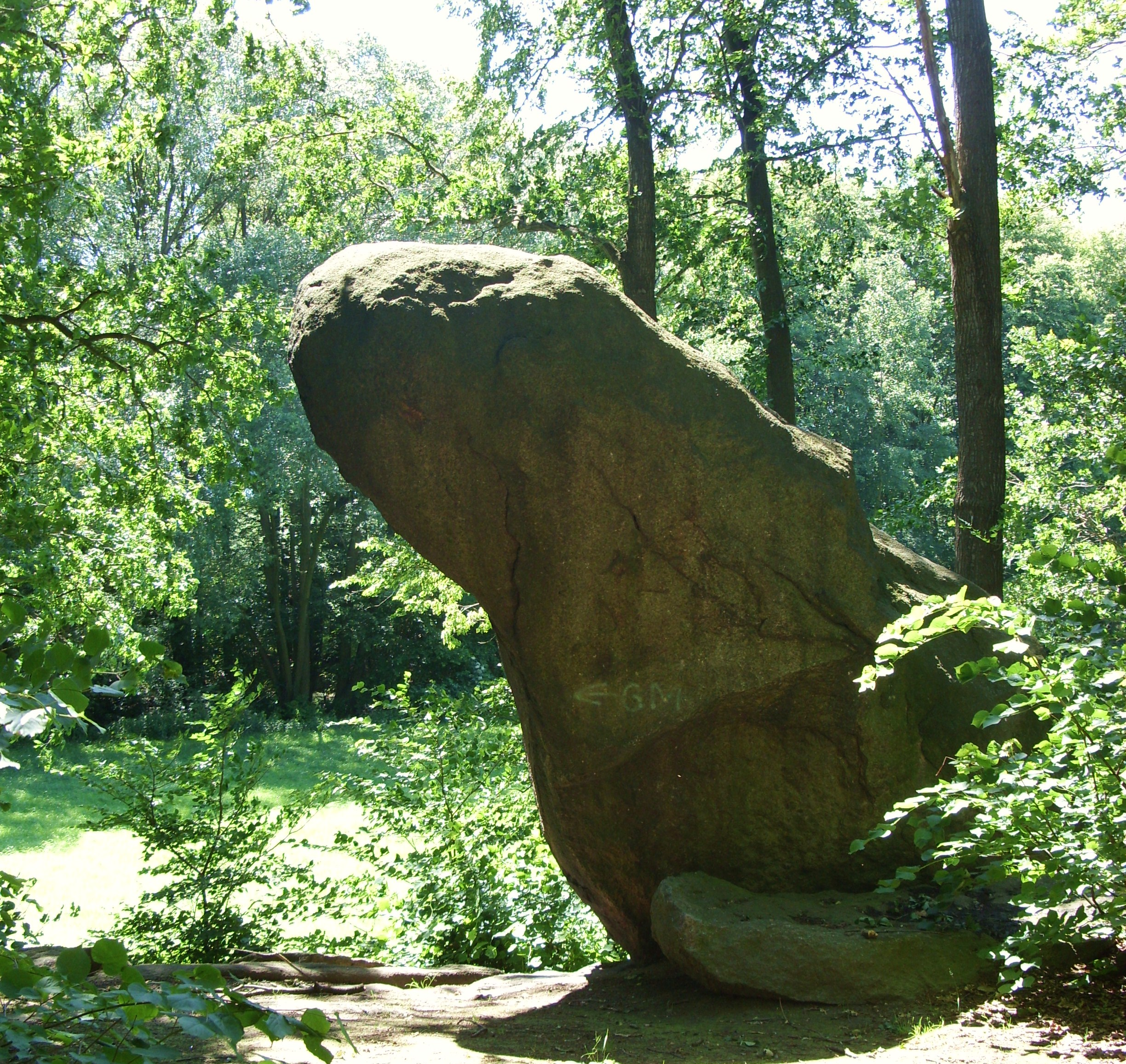
Der „Miltitzer Frosch“ (Miłočanska žaba)

Miltitz, obersorbisch Miłoćicyⓘ, ist ein Ort im Zentrum des Landkreises Bautzen in Ostsachsen und gehört seit 1974 zur Gemeinde Nebelschütz. Der Ort liegt in der Oberlausitz und zählt zum Kernsiedlungsgebiet der Sorben. Etwa die Hälfte der Einwohner spricht Sorbisch als Muttersprache.

## Geografie
Das Platzdorf Miltitz befindet sich etwa sieben Kilometer südöstlich der Großen Kreisstadt Kamenz in der feuchten Niederung der Jauer (Jawora), die auch den Dorfteich speist. Mit seiner Lage im hügeligen Oberlausitzer Gefilde zählt der Ort zum sogenannten „Horjany“ (Oberland) der ehemaligen Klosterpflege St. Marienstern. Die Landschaft fällt mit dem Lauf des Jauerbaches leicht nach Nordwesten hin ab. Der Bach war unterhalb von Miltitz ehemals angestaut. Im Jahre 2006 wurde der bei Anglern beliebte Stausee abgelassen; die Talsperre dient heute nurmehr dem Schutz vor eventuellen Hochwassern. Die höchste Erhebung im Miltitzer Umkreis ist der nördlich gelegene Steinberg (206 m).
Die Nachbarorte sind Dürrwicknitz im Nordosten, Panschwitz-Kuckau im Südosten, Thonberg im Westen und Nebelschütz im Nordwesten.

## Geschichte
Der Ort wurde erstmals 1348 als Mylticz erwähnt und war mindestens seit 1578 im Besitz des Domstiftes zu Bautzen, musste jedoch den Zehnt an das Kloster St. Marienstern abliefern, in dessen Zinsregister es seit mindestens 1374 aufgeführt war. Diese Abgaben wurden bis 1851 geleistet.
Der Dreißigjährige Krieg zog Miltitz – wie die gesamte Oberlausitz – schwer in Mitleidenschaft. Im Jahre 1642 waren in dem kleinen Ort und seiner Gemarkung zeitweise 3500 Soldaten einquartiert, die von der Bevölkerung versorgt werden mussten.
Bis ins 19. Jahrhundert wirkte sich die Nähe zur Via Regia, die durch den Nachbarort Dürrwicknitz bzw. später über Panschwitz verlief, positiv auf die Ortsentwicklung aus. Erst mit dem Bau der direkten Landstraße von Kamenz nach Bautzen geriet Miltitz ins verkehrstechnische Abseits.
Bis zum 1. Januar 1974 war Miltitz eine eigenständige Landgemeinde, seit dem 1. Januar 1957 zusammen mit dem Ortsteil Dürrwicknitz. Dann wurde die Gemeinde nach Nebelschütz eingemeindet.

## Bevölkerung

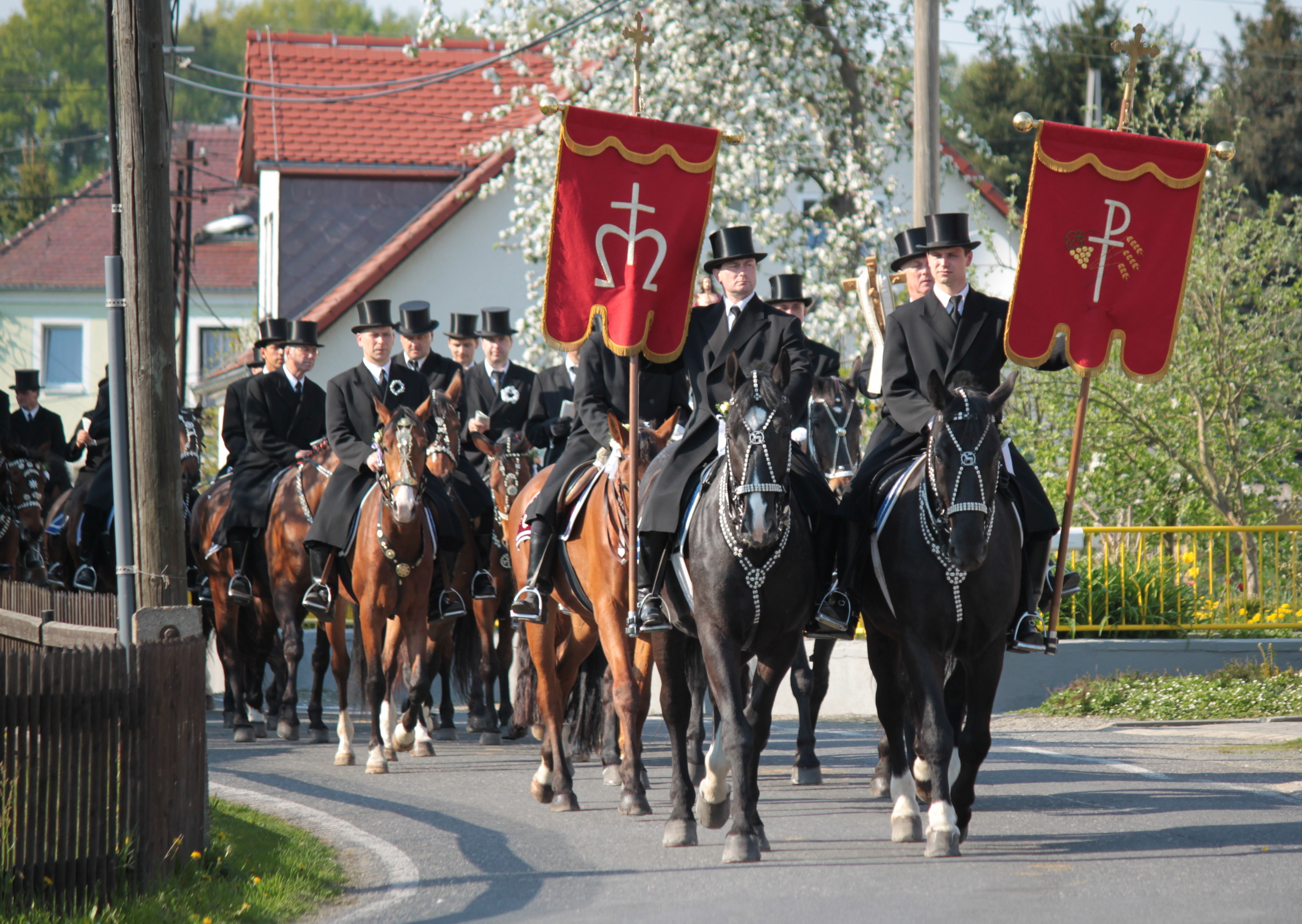
Osterreiter in Miltitz

Im Jahre 1925 hatte Miltitz 179 Einwohner, davon waren 174 katholischer Konfession. Der Ort ist von alters her nach Crostwitz gepfarrt.
Für seine Statistik über die sorbische Bevölkerung in der Oberlausitz ermittelte Arnošt Muka in den achtziger Jahren des 19. Jahrhunderts eine Bevölkerungszahl von 170 Einwohnern; davon waren 162 Sorben (95 %) und acht Deutsche.
Nach einem flüchtlingsbedingten Anstieg auf über 250 nach 1945 ist die Einwohnerzahl des Dorfes in den letzten fünfzig Jahren annähernd gleich geblieben. Dadurch ging der Anteil der Sorben im Ort bis 1956 auf 68 % zurück und liegt heute bei reichlich 50 Prozent.
Die Bevölkerungsstruktur ist im Vergleich zum sächsischen Durchschnitt ausgeglichener; die Geburtenraten höher, das Durchschnittsalter geringer.

## Wirtschaft und Infrastruktur
Südwestlich von Miltitz – nahe der Umgehungsstraße – befindet sich ein ehemaliger Granitsteinbruch, der schon Ende des 18. Jahrhunderts in Betrieb war, ab 1970 vom VEB Lausitzer Granit Demitz-Thumitz genutzt wurde und 2000 seinen Betrieb einstellte. Heute ist er mit Wasser gefüllt. Aus der ehemaligen LPG im Ort entstand die Agrar GmbH Miltitz, die an der Straße Richtung Elstra ansässig ist. Dort befindet sich auch ein kleines Gewerbegebiet. Die Agrar GmbH bewirtschaftet 1170 ha Land. Die Fläche des ehemaligen Megalith-Bausteinwerks (seit 1996; in Konkurs gegangen 2003) wird heute durch verschiedene Firmen in Mischnutzung bewirtschaftet.
Der Ort ist zudem seit 1991 Sitz des Christlich-Sozialen Bildungswerkes Sachsen.
Miltitz liegt unweit der Staatsstraße 102 (Ruhland–Kamenz–Bischofswerda), die als Umgehungsstraße von Kamenz und Autobahnzubringer zur A4 und A13 dient. Die Anschlussstelle Burkau der A4 liegt neun Kilometer südlich und ist in wenigen Minuten zu erreichen.
Von 1969 bis 1992 bestand ein Kindergarten im Ort, der schließlich wegen zu geringer Geburtenzahlen geschlossen wurde.

## Sehenswürdigkeiten
Der am Jauerbach nordwestlich des Ortes befindliche „Miltitzer Frosch“ (Miłočanska žaba) ist ein großer Granitbrocken, der in der Eiszeit die Form eines Frosches erhielt und deswegen in der Umgebung bekannt ist. Sehenswert sind außerdem die Dreiseithöfe des Ortes mit ihren Torbögen zur Straße hin sowie einige Fachwerkhäuser und zahlreiche Kruzifixe.

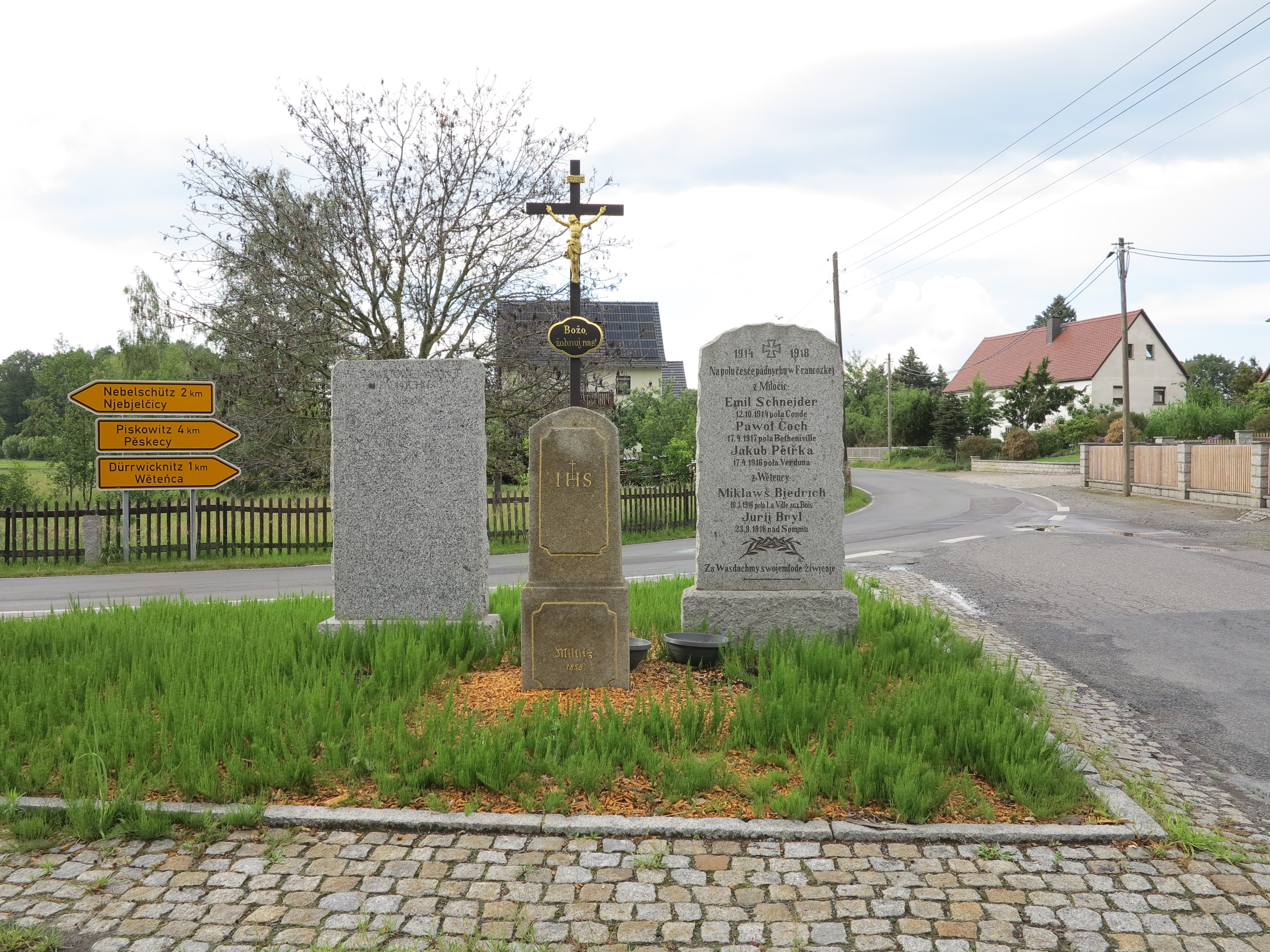
Ortsmitte mit einer Betsäule von 1858 „Gott, segne uns“ und einem Denkmal für den 1. Weltkrieg „Für euch haben wir unser junges Leben gegeben“

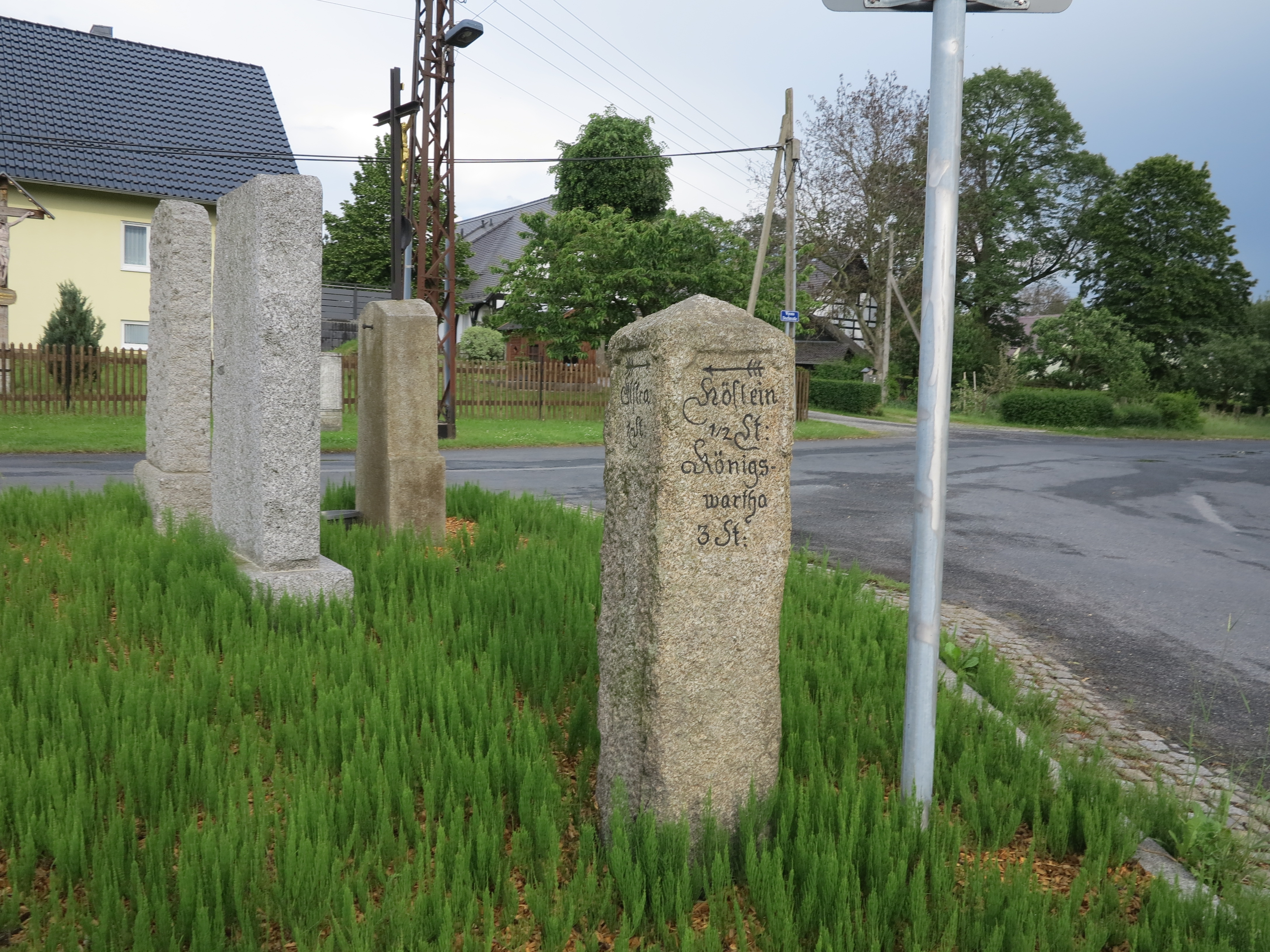
Miltitz mit alter Postdistanzsäule

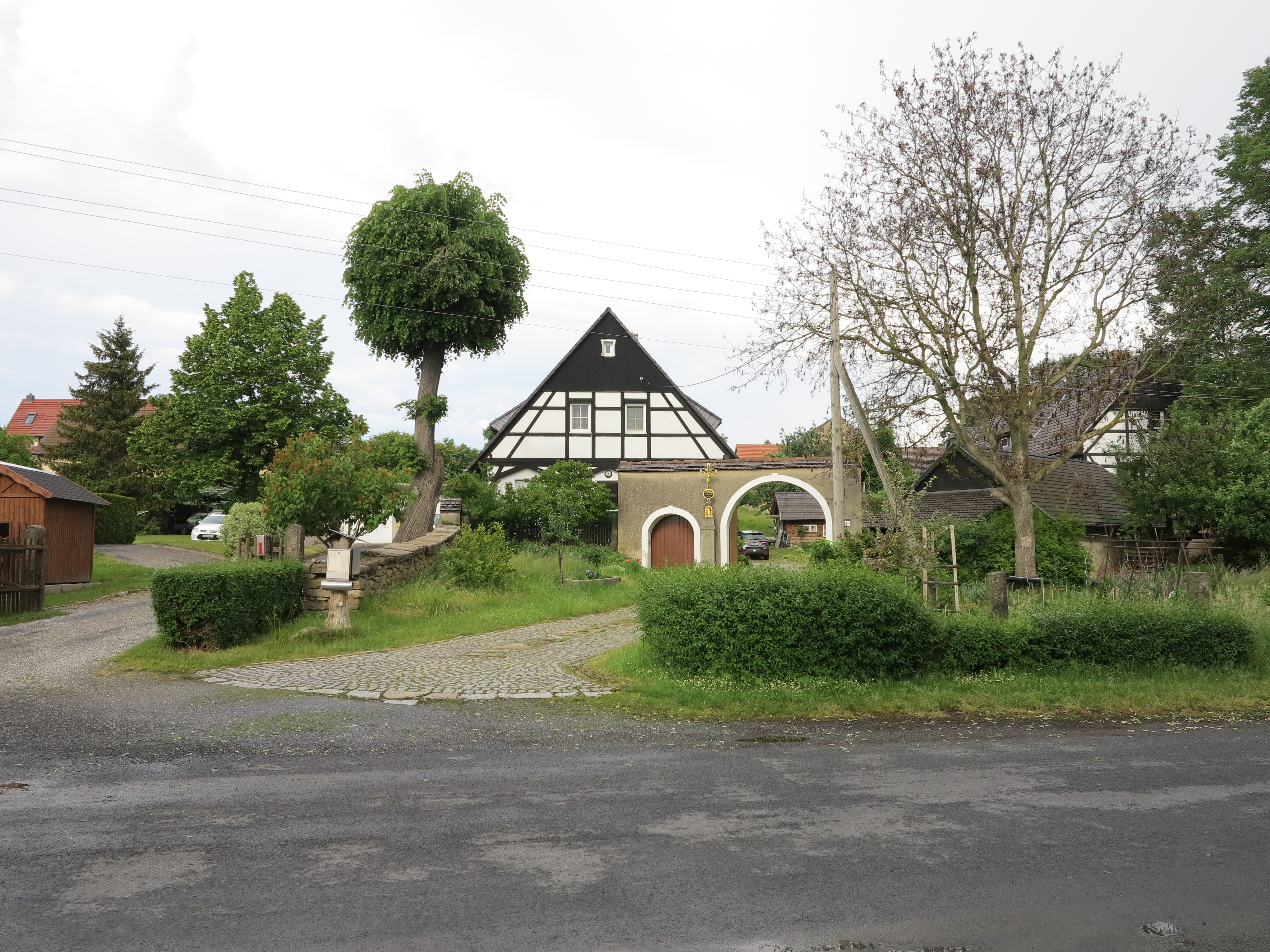
Dreiseithof mit Betsäule neben dem Hoftor

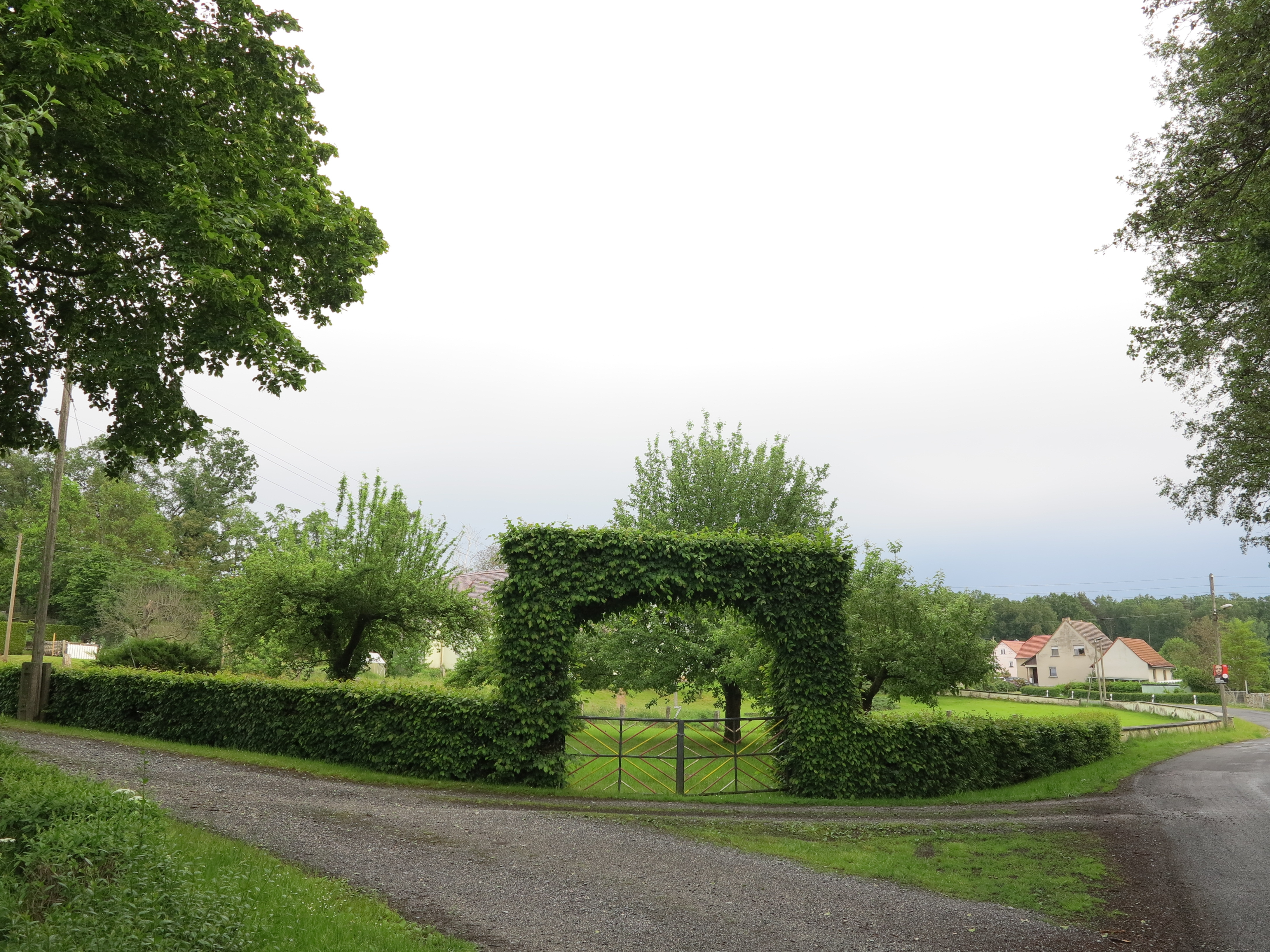
Liebevoll und geduldig gestaltetes Gartentor in Miltitz

Miltitz liegt an den traditionellen Routen der Osterreiterprozessionen von Nebelschütz und Ostro in den jeweils anderen Ort.